# Вигорлатські пагорби
Вигорлатські пагорби (Vihorlatská hornatina) — гірський масив в Словаччині; геоморфологічна підодиниця масиву Вигорлат. Найвища гора — Вигорлат (1076 м.). Місце розташування — Пряшівський край і Кошицький край.